# Cudalbi
Cudalbi – wieś w Rumunii, w okręgu Gałacz, w gminie Cudalbi. W 2011 roku liczyła 6319 mieszkańców.